# Aeschremon belutschistanalis
Aeschremon belutschistanalis är en fjärilsart som beskrevs av Hans Georg Amsel 1959. Aeschremon belutschistanalis ingår i släktet Aeschremon och familjen Crambidae. Inga underarter finns listade i Catalogue of Life.